# Juan Pablo Rioja
Juan Pablo Rioja (Santa Cruz de la Sierra, 4 de mayo de 1988) es un futbolista boliviano. Juega como defensa y su equipo actual es Real Tomayapo de la Primera División de Bolivia.

## Trayectoria

### Guabirá
Debutó profesionalmente con Guabirá el 4 de agosto en el triunfo 2-0 ante Oriente Petrolero.

## Clubes
| Club                    | País    | Año         |
| ----------------------- | ------- | ----------- |
| Guabirá                 | Bolivia | 2013 - 2014 |
| Real Potosí             | Bolivia | 2014 - 2015 |
| Ciclón                  | Bolivia | 2016        |
| Universitario de Sucre  | Bolivia | 2016 - 2017 |
| Blooming                | Bolivia | 2017 - 2018 |
| Nacional Potosí         | Bolivia | 2019 - 2021 |
| Independiente Petrolero | Bolivia | 2022        |
| Real Tomayapo           | Bolivia | 2022 - 2024 |

## Palmarés

### Títulos nacionales
| Título             | Club    | Año     |
| ------------------ | ------- | ------- |
| Copa Simón Bolívar | Guabirá | 2012-13 |